# Симва (посёлок)
Симва — поселок в Княжпогостском районе республики Коми  в составе  городского поселения Синдор.

## География
Находится на расстоянии примерно 57 км на северо-восток по прямой от центра района города Емва у железнодорожной линии Котлас-Воркута к северу от железнодорожных путей станции Синдор. 

## История
Существовал в конце 1930-х годов  как деревня, когда рядом начало строиться 18-е лаготделение Усть-Вымлага (будущий поселок Синдор). 

## Население
Постоянное население  составляло 21 человек (русские 43%, украинцы 47%) в 2002 году, 10 в 2010 .